# Übersbach
Übersbach är en ort i  kommunen Fürstenfeld i Österrike. Den ligger i distriktet Hartberg-Fürstenfeld i förbundslandet Steiermark.
Übersbach var tidigare en självständig kommun, men blev den 1 januari 2015 en del av kommunen Fürstenfeld.  Kommunen bestod av fyra orter (Ortschaften) (inom parentes invånarantal 1 januari 2024):
- Ebersdorf (43)
- Hartl bei Fürstenfeld (221)
- Rittschein (165)
- Übersbach (719)